# Thamnophilus pelzelni
Thamnophilus pelzelni là một loài chim trong họ Thamnophilidae.